# 순천 선암사 원통전
순천 선암사 원통전(順天 仙岩寺 圓通殿)은 전라남도 순천시 승주읍 선암리, 선암사에 있는 건축물이다. 1990년 2월 24일 전라남도의 유형문화재 제169호로 지정되었다.

## 개요
선암사는 백제 성왕 7년(529) 아도화상이 비로암을 지은 것에서 유래하였다는 설과 통일신라 경문왕 1년(861) 도선국사가 세워 선암사라 이름지었다는 두 가지 설이 있다. 고려 선종 5년(1088)에 의천이 새롭게 고쳐 세웠으나 조선 선조 30년(1597) 정유재란 때 대부분의 건물이 불에 타버렸다. 그 뒤 여러 스님이 건물들을 세우고 고쳐 오늘에 이르고 있다. 
선암사 원통전은 조선 현종 1년(1660)에 경준, 경잠, 문정대사가 처음 지었고, 숙종 24년(1698) 호암대사가 고쳐지었다. 지금 있는 건물은 순조 24년(1824)에 다시 고친 건물이다. 
규모는 앞면 3칸·옆면 3칸이며 지붕은 옆모습이 여덟 팔(八)자 모양과 비슷한 팔작지붕이다. 지붕 처마를 받치기 위해 기둥 윗부분에 설치한 공포는 기둥 위에만 있는 주심포 양식으로 기둥 사이에는 꽃받침 모양의 재료를 놓아 그 위쪽의 재료들을 받치고 있다. 건물 앞쪽으로 기둥 2개를 내어 건물 평면이 T자형을 이루고 있는데 보조 기둥(활주)이 지붕 추녀 부분을 받치고 있다. 
선암사 원통전은 아담한 크기의 건물로 사찰건축에서 보기 드문 T자형 평면을 갖추고 있어 주목 받는 건물이다.

## 참고 자료
- 선암사원통전 - 국가유산청 국가유산포털